# Actia mongolica
Actia mongolica là một loài ruồi trong họ Tachinidae.